# Магніфікат

Магніфікат українською мовою на подвір'ї Церкви відвідин (Ейн Карем)

Магні́фікат (лат. magnificat — звеличує, величає) — католицький гімн, у якому висловлюється радість з приводу народження Сина у Діви Марії. Написаний на текст Євангеліє від Луки (Лк. 1:46-55). Входить до складу вечірні.  Спочатку магніфікат — це псалом, пізніше — багатоголосний, радісний, тріумфальний твір для солістів, хору і оркестру (наприклад, у К. Монтеверді, О. ді Лассо, А. Вівальді, Й.С. Баха та ін.).

## Текст
Латинський текст
Magnificat anima mea Dominum;
Et exultavit spiritus meus in Deo salutari meo,
Quia respexit humilitatem ancillae suae;
ecce enim ex hoc beatam me dicent omnes generationes.
Quia fecit mihi magna qui potens est, et sanctum nomen ejus,
Et misericordia ejus a progenie in progenies timentibus eum.
Fecit potentiam brachio suo;
Dispersit superbos mente cordis sui.
Deposuit potentes de sede, et exaltavit humiles.
Esurientes implevit bonis, et divites dimisit inanes.
Sucepit Israel, puerum suum, recordatus misericordiae suae,
Sicut locutus est ad patres nostros,
Abraham et semeni ejus in saecula.
Переклад І. Огієнка
Величає душа моя Господа,
і радіє мій дух у Бозі, Спасі моїм,
що зглянувся Він на покору Своєї раби, бо ось від часу цього всі роди мене за блаженну вважатимуть,
бо велике вчинив мені Потужний! Його ж Імення святе,
і милість Його з роду в рід на тих, хто боїться Його!
Він показує міць Свого рамена, розпорошує тих, хто пишається думкою серця свого!
Він могутніх скидає з престолів, підіймає покірливих,
удовольняє голодних добром, а багатих пускає ні з чим!
Пригорнув Він Ізраїля, Свого слугу, щоб милість згадати,
як прорік був Він нашим отцям, Аврааму й насінню його аж повіки!
Переклад І. Хоменка
Величає душа моя Господа
і дух мій радіє в Бозі, Спасі моїм,
бо він зглянувся на покору слугині своєї; ось бо віднині ублажатимуть мене всі роди.
Велике бо вчинив мені Всемогутній, і святе його ім'я.
Милосердя його з роду в рід на тих, які страхаються його.
Він виявив потугу рамени свого, розвіяв гордих у задумах їхніх сердець.
Скинув могутніх з престолів, підняв угору смиренних;
наситив благами голодних, багатих же відіслав з порожніми руками.
Він пригорнув Ізраїля, слугу свого, згадавши своє милосердя,
як обіцяв був батькам нашим - Авраамові і його потомству повіки.

## Джерело
Юрій Юцевич. Музика: словник-довідник. — Тернопіль, 2003. — 404 с. — ISBN 966-7924-10-6. (html-пошук по словнику, djvu)